# دايا تونو
دايا تونو (باليابانية: 遠野 大弥) (مواليد 14 مارس 1999) هو لاعب كرة قدم ياباني.

## وصلات خارجية
- دإييا تونو على موقع رابطة كرة القدم اليابانية للمحترفين (اليابانية)
- دإييا تونو على موقع إي إس بي إن إف سي (الإنجليزية)
- دإييا تونو على موقع قاعدة بيانات كرة القدم.إي يو (الإنجليزية)
- دإييا تونو على موقع Soccerway.com (الإنجليزية)
- دإييا تونو على موقع عالم كرة القدم.نت (الإنجليزية)